# 射 〜Sya〜
『射 〜Sya〜』（しゃ）は、大塚志郎による日本の漫画作品。

## 概要
スクウェア・エニックス『増刊ヤングガンガン』2010年Vol.10から連載を開始。同年Vol.11に掲載後、2011年に『増刊ヤングガンガンビッグ』へ移りVol.01からVol.3まで連載。さらに同年新たに創刊された『月刊ビッグガンガン』へ移り、2011年Vol.01から2014年Vol.02まで連載された。キャッチフレーズは「青春ど真ん中を射貫く“元祖”ガールズ弓道ドラマ!!」。
高校の弓道部を舞台として主な用語や道具などの説明、基礎的な練習、遠的の練習なども描かれている。一方でおっぱい、胸、乳という単語が終始飛び交うコメディ色が強い作品でもあり、若干の百合描写も含んでいる。
作者は高校時代に弓道部に所属しており現在の段位は四段であり、自身の経験を生かした作品となっている。

## あらすじ
バカでドジな貧乳少女矢澤正弓はひょんなことから弓の達人間堂美射と出会い弓道場へと連行される。団体戦出場の人数に満たない弓道部員からおだてられ、「弓を引く事で胸筋が鍛えられ胸が大きくなる」という嘘を信じて入部する。正弓は徐々に弓道に興味を持っていくが…!?

## 登場人物

### 綾園高校
実力テストで赤点を取った者は追試かつ部活動を休止させられる。

#### 弓道部
部員は正弓を含めて女子5人しかおらず、廃部の危機である。
矢澤 正弓（やざわ まさみ）
本作の主人公で1年生。体力が無く、頭も悪く（学年最下位付近）、天然ドジで貧乳(Aカップ)で彼氏もいない。胸に異様な執着をしていて、普段はパッドも使用している。自宅には通販で購入した謎の豊胸器具が大量にある。髪の色はオレンジで一部だけ濃い菫色。
また、おっぱいスカウターとしての能力を持っている。
間堂 美射（げんどう みしゃ）
弓道部部長。3年生。高校生で五段錬士というエリート。「全国高校弓道選抜大会」でド貧乳の相手に惜しくも破れ個人戦2位に終わった。自称Dカップ（さらしを巻いているため実際はそれ以上）。弓を引くのに大きな胸は邪魔という考えを持っているため正弓の胸に惚れ込んでスカウトした。髪型はポニーテール、髪の色は焦茶もしくは褐色。18キログラムの竹弓を使用。成績は学年上位で得意科目は国語・英語。
高橋 学（たかはし まなぶ）
副部長。2年生。愛称はマナ。理系でデータや知識に基づく理論的な弓道を目指す。Eカップ。眼鏡をかけていて黒髪を後ろで縛っている。直心（じきしん）17キログラムの弓を使用。成績は学年上位で得意科目は数学・理科。髪の色はくすんだ薄緑色。
荒井 力（あらい ちから）
2年生。愛称はチカ。怪力で筋トレ中毒者。色黒で部内一の巨乳（Fカップ）。喋る時は語尾に「サー」をつける。直心19キログラムの弓を使用。頭は悪く、学校での成績は赤点ギリギリ。
神崎 祈（かみさき いのり）
2年生。愛称はイノリン。運を最重視し的中率向上のためにいつも神仏や妖怪などに祈っている。美射の事を慕っている。学内の男子から人気がありファンクラブも存在する。無表情・物静かで人見知り、背が低く華奢で体が弱い。Cカップ。髪型はポニーテール、髪の色は薄い桃色。中学からの経験者で15キログラムの竹弓を使用。成績は学年上位で得意科目は社会。

#### 野球部
強豪で部員は100名を越える。
貞 守（さだ まもる）
2年生。キャプテン。スケベで巨乳好き。
内之田 勇（うちのだ いさむ）
2年生。プロのスカウトからも注目されているイケメンエースピッチャー。他の部員と違い賢い。

#### 生徒会
北条 美姫（ほうじょう みき）
3年生。生徒会長。パーマヘア。

### 北星高校
3年生女子が皆貧乳。新入部員は20人。
若狭 涼子（わかさ りょうこ）
2年生。次期部長候補。北星唯一の巨乳。学の知人。

### 山倉弓具店
綾園高校が昔から世話になっている弓具店。店主の気前がいい。

### 熱海旅館間堂
美射のおばが女将をやっている。熱海の海が一望できる弓道場がある。綾園高校が夏に合宿を行う。

### その他の人物
矢澤 千剣（やざわ ちづる）
正弓の妹。中学校3年生。剣道部主将。姉と違い胸は大きい。頭も良く料理もできる。

## 物語の舞台
「西東京夏季高校弓道大会」が行われることから本作品の舞台は東京都であり、登場する高校や施設などは、基本的に架空の名称が使われている。

## 単行本
ビッグガンガンコミックス（スクウェア・エニックス）より既刊4巻。巻末や余白の一部には描き下ろし漫画・4コマ漫画が掲載されている。最終第5巻は2014年3月25日発売。
1. 2012年2月25日発売 ISBN 978-4-7575-3514-5
2. 2012年3月24日発売 ISBN 978-4-7575-3541-1
3. 2012年10月25日発売 ISBN 978-4-7575-3760-6
4. 2013年3月25日発売 ISBN 978-4-7575-3921-1